# Bhoutan aux Jeux olympiques d'été de 2004
Le Bhoutan a envoyé 2 athlètes aux Jeux olympiques de 2004 à Athènes en Grèce.

## Résultats

### Tir à l'arc
| Athlète      | Compétition | 1er tour | 1er tour | 32e de finale                | 16e de finale            | 8e de finale     | Quarts de finale | Demi-finales     | Finale           | Finale  |
| Athlète      | Compétition | Score    | Rang     | Adversaire Score             | Adversaire Score         | Adversaire Score | Adversaire Score | Adversaire Score | Adversaire Score | Rang    |
| ------------ | ----------- | -------- | -------- | ---------------------------- | ------------------------ | ---------------- | ---------------- | ---------------- | ---------------- | ------- |
| Tashi Peljor | Individuel  | 627      | 52       | Jocelyn de Grandis 161 - 136 | Anton Prilepov 152 - 155 | Éliminé          | Éliminé          | Éliminé          | Éliminé          | Éliminé |

| Athlète          | Compétition | 1er tour | 1er tour | 32e de finale      | 16e de finale                  | 8e de finale     | Quarts de finale | Demi-finales     | Finale           | Finale   |
| Athlète          | Compétition | Score    | Rang     | Adversaire Score   | Adversaire Score               | Adversaire Score | Adversaire Score | Adversaire Score | Adversaire Score | Rang     |
| ---------------- | ----------- | -------- | -------- | ------------------ | ------------------------------ | ---------------- | ---------------- | ---------------- | ---------------- | -------- |
| Tshering Chhoden | Individuel  | 600      | 54e      | Lin Sang 159 - 156 | Reena Kumari 134 (4) - 134 (7) | Éliminée         | Éliminée         | Éliminée         | Éliminée         | Éliminée |

## Officiels
- Président : Thinley Gyamtsho
- Secrétaire général : D.K. Chhetri